# Gută
Guta (numită și podagră atunci când afectează degetul mare de la picior) este o boală definită de obicei prin atacuri repetate de artrită inflamatorie acută — o încheietură umflată, roșie, moale și febrilă. Articulația dintre metatarsiene și falange de la baza degetului mare este cel mai des afectată (în aproximativ 50% din cazuri). Totuși, guta se poate prezenta și ca depozite de urați, calculi renali sau nefropatie urică. Este produsă de nivelurile ridicate de acid uric în sânge. Acidul uric se  cristalizează iar cristalele se depun pe încheieturi, tendoane și țesuturile din jurul lor.
Acest diagnostic clinic devine sigur în momentul în care sunt observate cristalele caracteristice în lichidul sinovial. Tratamentul cu medicamente anti-inflamatoare nesteroidiene (AINS), steroizi sau colchicină ameliorează simptomele. Odată ce apare atacul acut de gută, nivelurile de acid uric sunt micșorate prin modificarea stilului de viață, iar în cazul atacurilor frecvente alopurinolul sau probenecidul conduc la prevenția pe termen lung a atacurilor.
Incidența gutei a crescut în ultimele decenii, afectând în jur de 1-2% din populația Occidentului la un moment dat din viață. Se consideră că această incidență crescută se datorează creșterii factorilor de risc din populație, cum ar fi sindromul metabolic, speranța de viață crescută și schimbări în alimentație. Guta era cunoscută în trecut drept "boala regilor" sau "boala oamenilor bogați".

## Semne și simptome

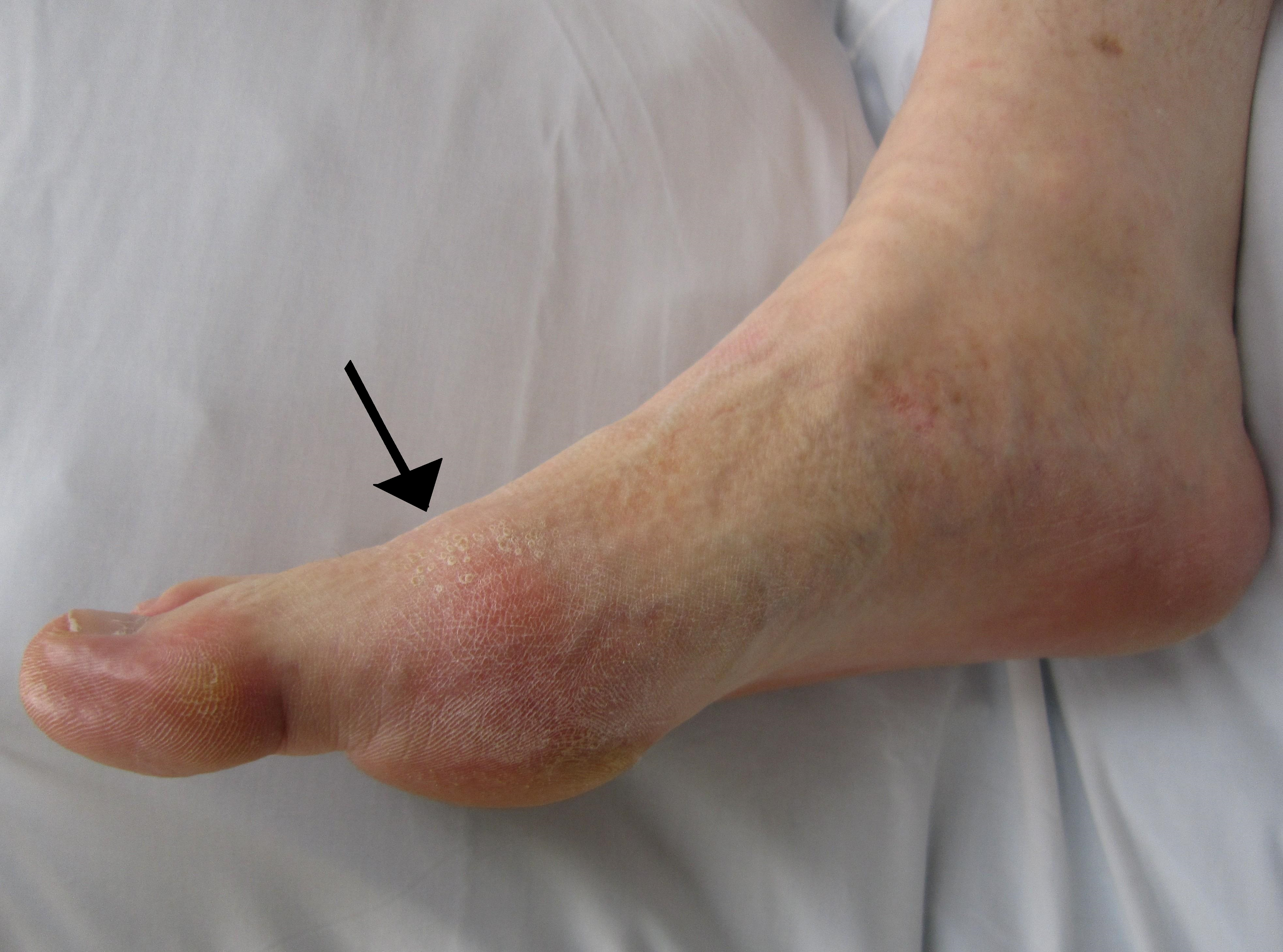
Guta prezentă pe articulația metatarsiene-falange a degetului mare de la picior: se observă ușoara înroșire a pielii care acoperă articulația.

Guta se poate manifesta în mai multe feluri, deși de obicei se manifestă ca artrită inflamatorie acută (o încheietură umflată, roșie, moale și febrilă). Articulația dintre metatarsiene și falange de la baza degetului mare de la picior este cea mai des afectată, în circa jumătate din cazurile de gută. Alte articulații, cu ar fi călcâiele, genunchii, articulațiile mâinii și degetelor pot fi de asemenea afectate. Durerile articulare încep de la orele 2-4 și pot dura de-a lungul nopții. Motivul durerilor nocturne este temperatura mai scăzută a corpului de-a lungul nopții. Alte simptome pot apărea rar împreună cu durerile articulare, acestea fiind oboseala și febra ridicată.
Nivelul crescut de acid uric din sânge (hiperuricemie) care durează pe termen lung poate avea și alte rezultate, cum ar fi depozite tari, nedureroase de cristale de acid uric, numite tofusuri. Tofusurile de mari dimensiuni pot duce la artrită cronică din cauza erodării oaselor. De asemenea, nivelurile crescute ale acidului uric pot determina formarea de cristale de acid uric în rinichi, care formează apoi calculi renali și sunt urmate de nefropatie produsă de urați.

## Cauze
Hiperuricemia este principala cauză a gutei. Ea poate apărea din mai multe motive, printre care alimentația, predispoziția genetică sau excreția redusă a uraților, sărurile acidului uric. Excreția redusă a acidului uric este cauza primară a hiperuricemiei, apărând în 90% din cazuri, în timp ce supraproducția de acid uric constituie o cauză în mai puțin de 10% din cazuri. Aproape 10% din oamenii cu hiperuricemie pot suferi de gută la un moment dat. Riscul, totuși, variază în funcție de gradul de hiperuricemie. Când valorile sunt cuprinse  între 415 și 530 μmol/l (7 și 8,9 mg/dl), riscul este de 0,5% pe an, în timp ce la persoanele cu valori mai mari de 535 μmol/l (9 mg/dL), riscul este de 4,5% pe an.

### Stil de viață
Cauzele alimentare produc circa 12% din cazurile de gută și includ o corelare puternică a consumului de alcool, băuturi dulci îndulcite cu fructoză, carne și fructe de mare. Alte cauze pot fi traumele fizice și intervențiile chirurgicale. Din studii recente s-a constatat că factorii suspectați anterior de producerea gutei nu au de fapt acest efect, inclusiv consumul de legume bogate în purine (de ex. fasole, mazăre, linte și spanac) și consumul total de proteine. Consumul de cafea, vitamina C și lactate, precum și condiția fizică bună, par a scădea riscul de apariție a gutei. Se crede că au acest efect deoarece reduc rezistența la insulină.

### Cauze genetice
Apariția gutei este în parte determinată de cauze genetice, care produc circa 60% din variabilitatea nivelurilor de acid uric. S-a constatat că trei gene, numite SLC2A9, SLC22A12 și ABCG2, apar frecvent în asociere cu guta, iar variațiile acestora pot amplifica riscul de circa două ori . Pierderea funcției prin mutații ale SLC2A9 și SLC22A12 produce hipouricemie ereditară prin reducerea absorbției de urați și  secreția necontrolată de urați. Unele tulburări genetice rare, printer care nefropatia juvenilă familială hiperuricemică, boala medulară cistică a rinichilor, hiperactivitatea fosforibosilpirofosfat sintetazei și deficitul de fosforibosiltransferază hipoxantin-guaninei cum ar fi cel din sindromul Lesch-Nyhan sunt complicate de către gută.

### Stări patologice
Guta apare frecvent împreună cu alte probleme medicale. Sindromul metabolic, o combinație de obezitate abdominală, hipertensiune, rezistență la insulină  și dislipidemie,  se întâlnește în aproximativ 75% din cazuri. Alte tulburări complicate în mod obișnuit de gută includ policitemia, intoxicarea cu plumb, insuficiența renală, anemia hemolitică, psoriazisul și transplantul de organe solide.  Un indice al masei corporale mai mare sau egal cu 35 sporește de trei ori riscul unui bărbat de a face gută. Expunerea cronică la plumb și la alcool contaminat cu plumb sunt factori de risc pentru gută din cauza efectului nefast al plumbului asupra funcției renale. Sindromul Lesch-Nyhan este adesea asociat cu artrită gutoasă.

### Medicamente
Diureticele au fost asociate atacurilor de gută. Totuși, doze mici de hidroclorotiazidă nu par a mări riscul de a face gută. Alte medicamente care au fost asociate gutei includ niacina și aspirina (acid acetilsalicilic). Medicamentele imunosupresoare ciclosporină și tacrolimus sunt, de asemenea, asociate cu apariția gutei, primul în special când este utilizat împreună cu hidroclorotiazida.

## Fiziopatologie

Acidul uric

Guta este o tulburare a metabolizării purinei, care apare  atunci când metabolitul final al acesteia, acidul uric, se cristalizează sub formă de urat monosodic, precipitându-se la încheieturi, pe tendoane și în țesuturile învecinate. Aceste cristale produc apoi o reacție inflamatorie imunomediată, iar una din proteinele esențiale din cascada inflamatorie este interleukina 1β.  La oameni si primatele superioare, pierderea, în decursul evoluției, a uricazei, care descompune acidul uric, a produs această boală.
Factorii care produc precipitarea acidului uric nu sunt bine înțeleși. În timp ce acesta se poate cristaliza la niveluri normale, probabilitatea de cristalizare crește odată cu creșterea nivelurilor. Alți factori despre care se crede că ar fi importanți în  declanșarea episoadelor acute de artrită includ temperaturile scăzute, schimbările rapide ale valorilor acidului uric, acidoza, hidratarea articulară și proteinele matricelor extracelulare, cum ar fi proteoglicani, colageni și sulfat de condroitină. Precipitarea sporită la temperaturi scăzute explică în parte de ce cele mai afectate încheieturi sunt cele de la picioare. Schimbările rapide ale acidului uric pot apărea din cauza unui număr de factori, printre care traume, intervenții chirurgicale, chimioterapie, diuretice și întreruperea sau începerea tratamentului cu alopurinol. Blocantele canalelor de calciu și losartanul sunt asociate cu un risc mai scăzut de apariție a gutei, în comparație cu alte medicamente pentru hipertensiune.

## Diagnostic

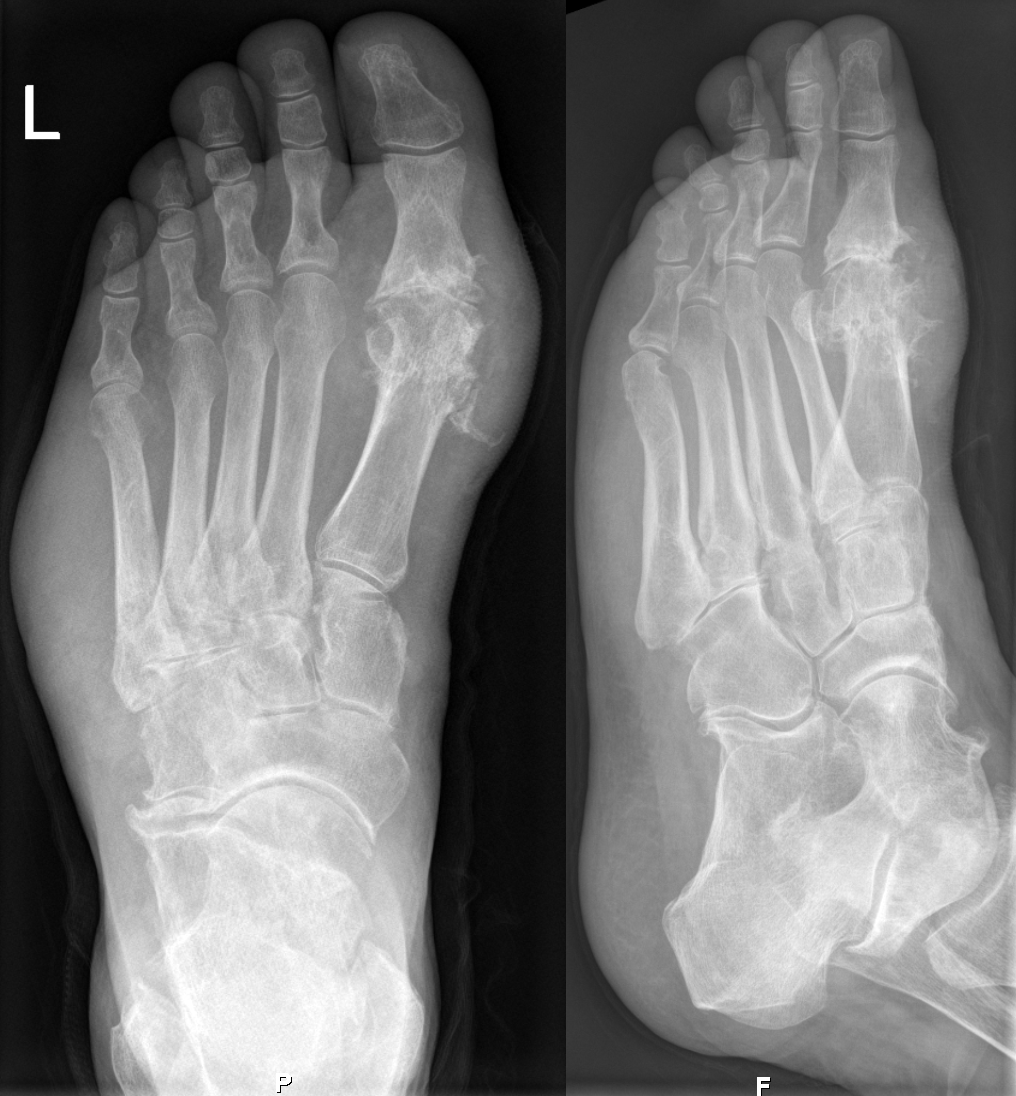
Guta văzută la raze X la piciorul stâng: locul tipic este articulația degetului mare. A se observa țesutul moale umflat pe latura piciorului.

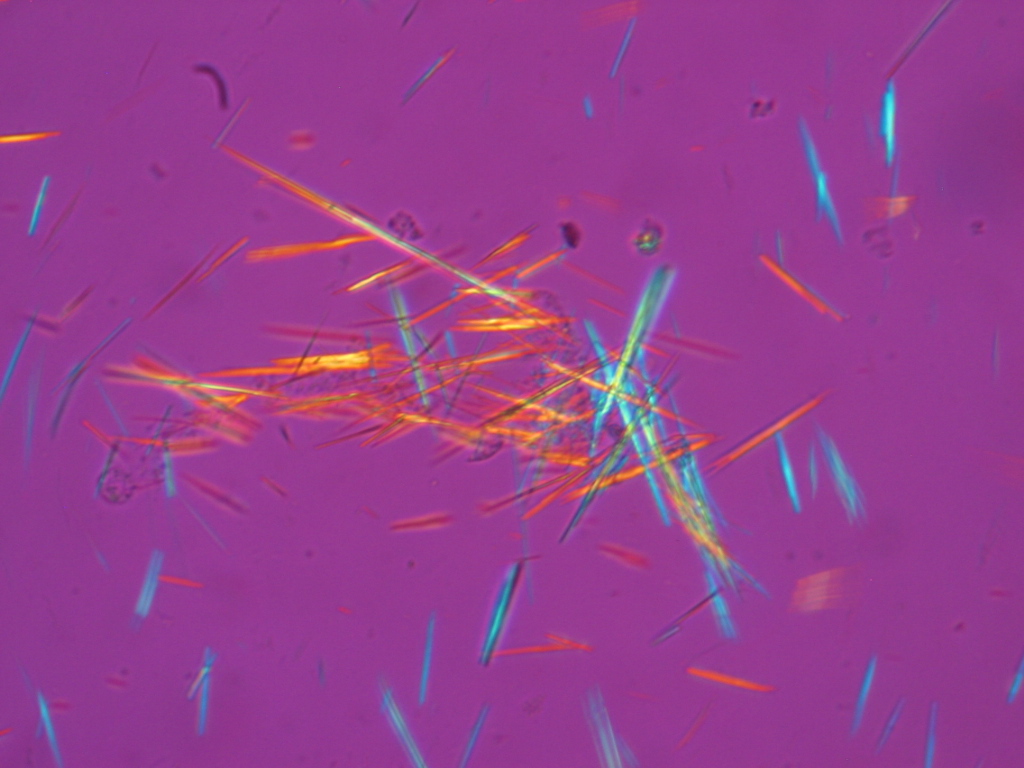
Bastoane ascuțite din lichidul sinovial fotografiate la microscopul cu lumină polarizată. Formarea cristalelor de acid uric în încheieturi produce guta.

Guta poate fi diagnosticată și tratată fără investigații suplimentare la persoanele cu hiperuricemie și podagră clasică. Analiza lichidului sinovial trebuie făcută dacă există dubii asupra diagnosticului. Razele X, deși sunt folositoare pentru a identifica guta cronică, nu au utilitate pentru atacurile acute de gută.

### Lichidul sinovial
Diagnosticul definitiv de gută  se bazează pe identificarea cristalelor de urat monosodic în lichidul sinovial sau într-un tofus.  Toate probele de lichid sinovial prelevate din articulațiile inflamate nediagnosticate trebuie examinate pentru decelarea acestor cristale.  La microscopul cu lumină polarizată, acestea se prezintă sub forma unor ace cu birefringență puternic negativă.  Această analiză este dificil de realizat și necesită adesea un observator calificat. De asemenea, lichidul trebuie examinat la timp relativ scurt după aspirare, deoarece solubilitatea cristalelor este afectată de temperatură și pH.

### Analize de sânge
Hiperuricemia este o caracteristică clasică a gutei, însă în aproape jumătate din cazuri guta nu este însoțită de hiperuricemie, iar majoritatea persoanelor cu valori ridicate ale acidului uric nu suferă niciodată de gută.  Astfel, măsurarea valorilor acidului uric are o utilitate diagnostică limitată.  Hiperuricemia este definită ca o valoare a uraților din plasmă care depășește 420 μmol/l (7,0 mg/dl) la bărbați și 360 μmol/l (6,0 mg/dl) la femei.  Alte analize de sânge uzuale sunt leucograma, electroliții, funcția renală și viteza de sedimentare a hematiilor (VSH).  Totuși, este posibil ca numărul de globule albe din sânge și VSH să fie ridicate din cauza gutei, în absența infecției. A fost atestată o valoare a globulelor albe de până 40,0×109/l (40,000/mm3).

### Diagnostic diferențial
Cel mai important diagnostic diferențial pentru gută este artrita septică. Aceasta trebuie avută în vedere la pacienții care prezintă semne de infecție sau la cei a căror situație nu se ameliorează sub tratament.  Pentru stabilirea diagnosticului se poate efectua o  colorație Gram și cultură a lichidului sinovial. Printre alte boli cu prezentare similară se numără pseudoguta și artrita reumatoidă.  Tofusurile gutoase, în special atunci când nu sunt localizate într-o articulație, pot fi confundate cu carcinomul bazocelular sau alte neoplasme.

## Prevenție
Atât modificarea stilului de viață, cât și tratamentul medicamentos pot reduce valorile acidului uric. Printre modificările eficace ale alimentației și ale stilului de viață se numără reducerea consumului de carne și fructe de mare, consumul adecvat de vitamina C, limitarea consumului de alcool și fructoză, și evitarea obezității. La bărbații obezi care au urmat un regim alimentar hipocaloric, valorile acidului uric au scăzut cu 100 µmol/l (1.7 mg/dl). Un aport de vitamina C de 1,500 mg pe zi scade riscul de apariție a gutei cu 45%. Consumul de cafea, însă nu și de ceai, este asociat cu un risc mai mic de apariție a gutei.  Guta poate apărea din cauza apneei de somn prin eliberarea de purine din celulele private de oxigen. Tratamentul apneei poate ameliora atacurile.

## Tratament
Obiectivul terapeutic inițial este de a reduce simptomele unei crize acute. Crizele repetate pot fi prevenite prin utilizarea a diferite medicamente care scad valorile acidului uric seric.  Aplicarea gheții timp de 20 până la 30 de minute de câteva ori pe zi reduce durerea. Opțiunile pentru tratamentul episoadelor acute includ antiinflamatoarele nesteroidiene (AINS), colchicina și steroizii, iar opțiunile pentru prevenție includ alopurinol, febuxostat și probenecid.  Scăderea valorilor acidului uric poate duce la vindecare.  De asemenea, este importantă tratarea comorbidităților.

### AINS
De obicei, AINS sunt tratamentul de primă intenție pentru gută, și nu există un agent anume care să fie mult mai eficace sau mai puțin eficace decât alții.  Îmbunătățirile pot fi constatate în decurs de câteva ore, iar durata recomandată a tratamentului este de una sau două săptămâni.  Totuși, AINS nu sunt recomandate persoanelor care au și alte probleme de sănătate, de exemplu hemoragie gastrointestinală, insuficiență renală sau insuficiență cardiacă.  Deși indometacina a fost AINS cel mai frecvent utilizat în trecut, un medicament alternativ, ca ibuprofenul, poate fi preferat datorită profilului mai bun al reacțiilor adverse, în lipsa unei eficacități superioare. Persoanelor expuse riscului de reacții adverse gastrice din cauza AINS li se poate administra suplimentar un inhibitor al pompei de protoni.

### Colchicină
Colchicina reprezintă o alternativă pentru persoanele care nu pot tolera AINS.  Utilizarea colchicinei este limitată din cauza reacțiilor adverse  (în primul rând disconfort gastrointestinal).  Totuși, disconfortul gastrointestinal depinde de doză, iar riscul poate fi diminuat prin utilizarea unor doze mai mici, însă eficace.  Colchicina poate interacționa cu alte medicamente prescrise frecvent, printre care  atorvastatina și eritromicina.

### Steroizi
S-a constatat că glucocorticoizii au o eficacitate egală cu a AINS  și pot fi utilizați dacă AINS sunt contraindicate.  De asemenea, produc ameliorări când sunt injectați într-o articulație; totuși, trebuie exclusă  infecția articulației, deoarece această boală este agravată de steroizi.

### Pegloticaza
Pegloticaza (Krystexxa) a fost autorizată în SUA pentru tratarea gutei în 2010. Reprezintă o opțiune pentru 3% dintre persoanele care nu tolerează alte medicamente.  Pegloticaza se administrează sub formă de perfuzie intravenoasă la interval de două săptămâni și s-a constatat că reduce valorile acidului uric la această grupă de pacienți.

### Profilaxie
Mai multe medicamente sunt utile în prevenția altor episoade de gută, printre care inhibitorii de xantinoxidază(inclusiv alopurinol și febuxostat) și uricozuricele (inclusiv probenecid și sulfinpirazonă). De obicei, tratamentul cu acestea nu este instituit decât la o săptămână sau două după încheierea unei crize acute, din cauza preocupărilor teoretice legate de agravarea crizei, și cel mai frecvent sunt utilizate în asociere fie cu un AINS, fie cu colchicină în primele trei-șase luni.  Nu sunt recomandate decât după ce pacientul a avut două crize de gută, cu excepția cazului în care există modificări articulare distructive, tofusuri sau nefropatie uratică, deoarece  tratamentul medicamentos nu s+a dovedit a fi rentabil până la punctul respectiv.  Măsurile de reducere a uraților trebuie să fie intensificate până când valorile acidului uric scad sub 300–360 µmol/l (5,0-6,0 mg/dl), și să continue pe termen nedeterminat. Dacă aceste medicamente erau folosite cronic la momentul crizei, se recomandă întreruperea tratamentului. Dacă valorile nu pot fi reduse sub 6,0 mg/dl și există crize recurente, situația se consideră eșec terapeutic sau gută refractară. În general, se pare că probenecidul este mai puțin eficace decât alopurinolul.
De obicei, medicamentele uricozurice sunt preferate dacă există o secreție insuficientă de acid uric, indicată de o valoare a acidului uric mai mică de 800 mg în analizele urinei de 24 de ore. Totuși, acestea nu sunt recomandate  dacă pacientul are antecedente de calculi renali. Dacă excreția urinară depășește  800 mg în decurs de 24 de ore, ceea ce indică hipersecreție, este preferat un inhibitor de xantineoxidază.
Inhibitorii de xantinoxidază (printre care alopurinolul și febuxostatul) blochează producția de acid uric, iar tratamentul pe termen lung este sigur și bine tolerat și poate fi utilizat la persoanele cu insuficiență renală sau calculi urici, deși alopurinolul a provocat hipersensibilitate la un număr redus de persoane. În astfel de cazuri a fost recomandat medicamentul alternativ febuxostat.

## Prognostic
Fără tratament, crizele acute de gută se ameliorează, în general, după cinci-șapte zile. Totuși, în cazul a 60% dintre pacienți criza se repetă în decurs de un an. Persoanele cu gută prezintă un risc crescut de hipertensiune, diabet zaharat, sindrom metabolic și boli cardiovasculare și renale, și, implicit, un risc crescut de deces. Aceasta se datorează în parte asocierii bolii cu rezistența la insulină și cu obezitatea, însă se pare că o parte din risc nu depinde de acești factori.
Fără tratament, episoadele acute de gută pot evolua în gută cronică, cu distrugerea suprafețelor articulațiilor, deformarea articulațiilor și formarea de tofusuri nedureroase. Tofusurile se formează în cazul a 30% dintre persoanele netratate în decurs de cinci ani, adesea pe cartilajul urechii, la nivelul olecranului sau al tendonului lui Ahile. Cu tratamente agresive, acestea se pot dizolva. Calculii renali complică deseori guta, afectând între 10 și 40% dintre persoane, și se produc datorită pH-ului scăzut al urinei, care determină depunerea acidului uric. Se pot produce și alte forme de disfuncție renală cronică.

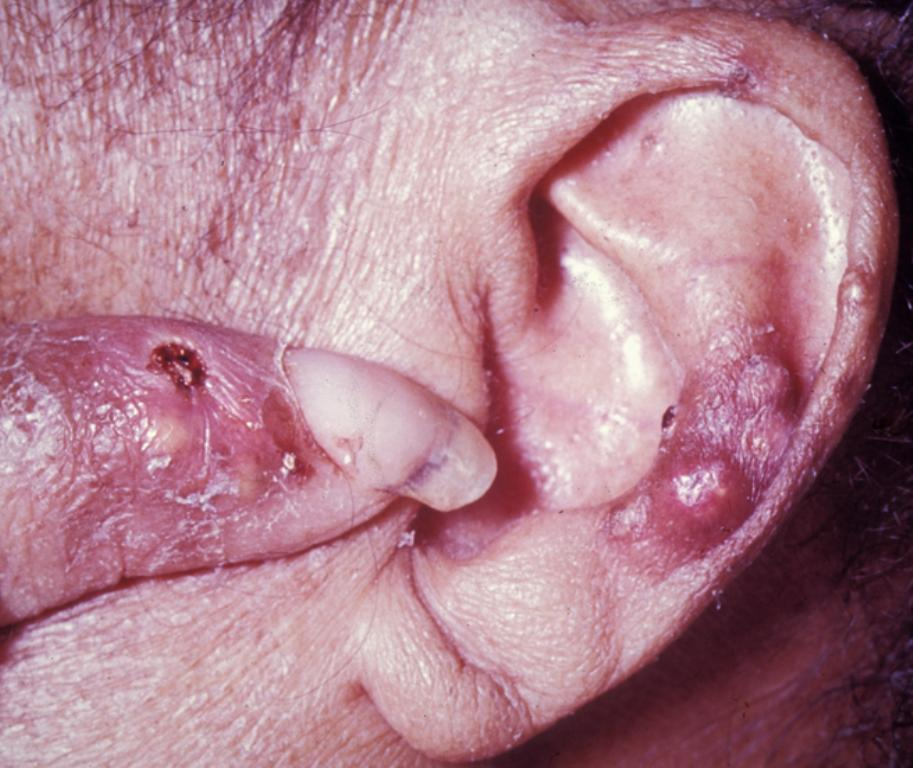
Noduli la nivelul degetului şi urechii reprezentând tofusuri cauzate de gută
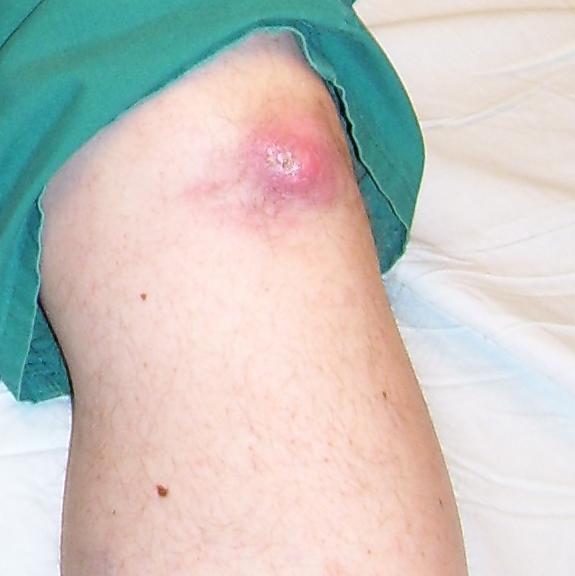
Tofus la nivelul genunchiului
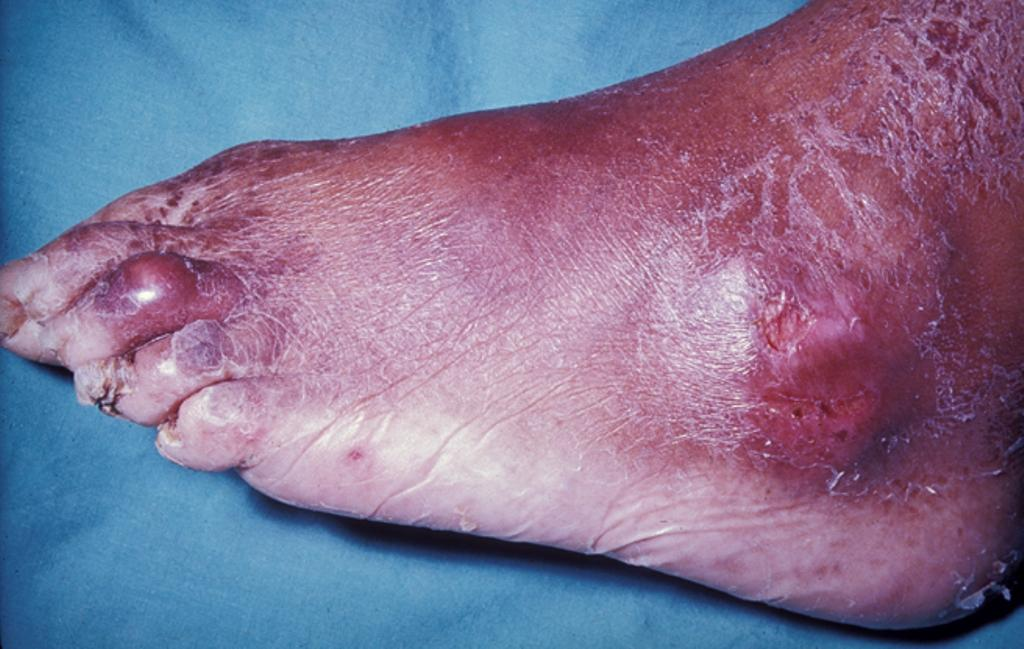
Tofus la nivelul degetului mare al piciorului şi al maleolei
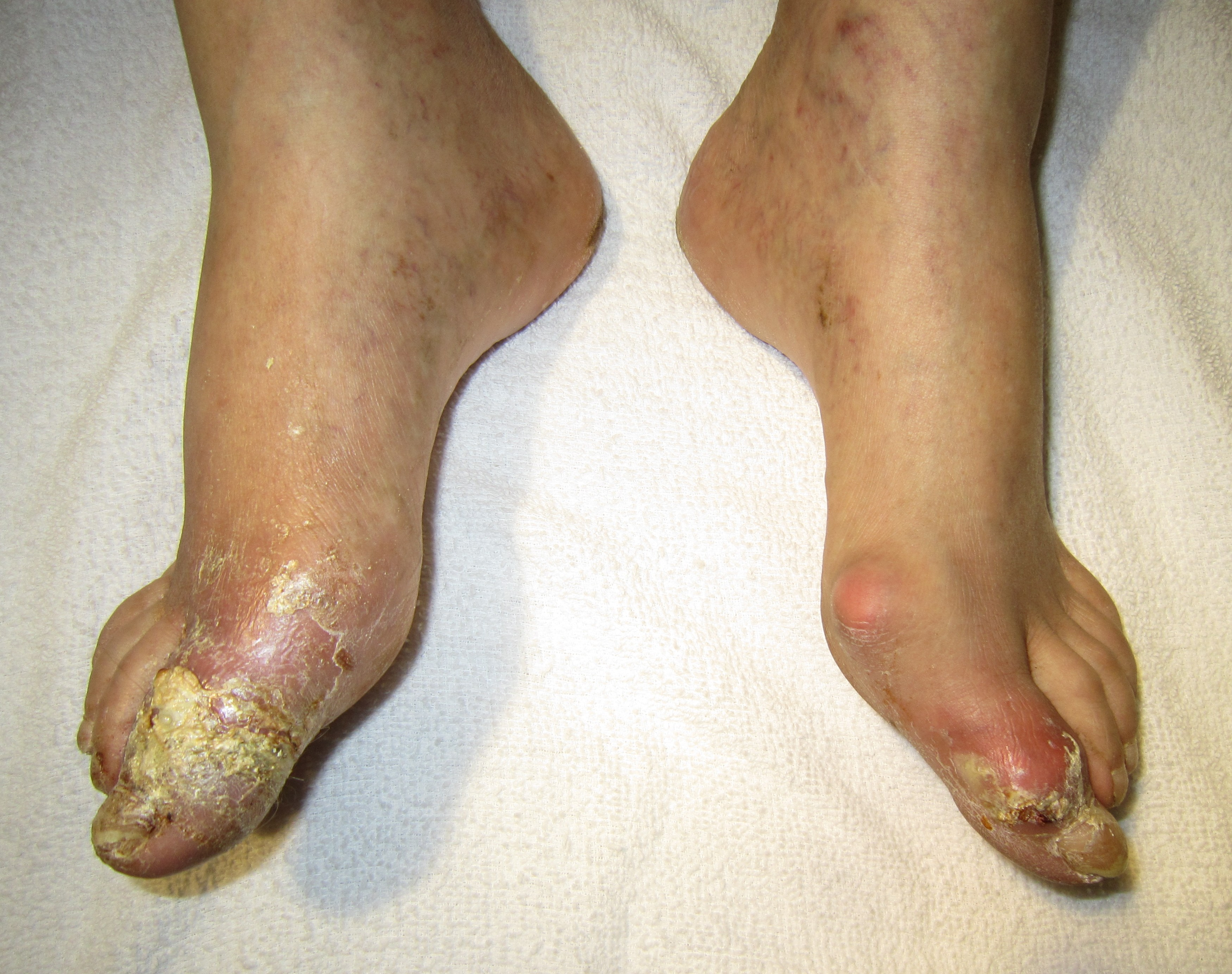
Gută complicată prin erupţia de tofusuri (valoare pozitivă în urma testului de cristale de acid uric)

## Epidemiologie
Guta afectează aproximativ 1–2% din populația occidentală la un moment dat în decursul vieții, înregistrând o frecvență din ce în ce mai crescută. Ratele de incidență ale bolii s-au dublat între 1990 și 2010. Se presupune că această creștere se datorează creșterii speranței de viață, modificărilor alimentare și creșterii frecvenței bolilor asociate cu guta, cum sunt sindromul metabolic și hipertensiunea arterială. S-a demonstrat că rata de incidență a gutei este influențată de o serie de factori, cum sunt vârsta, rasa și anotimpurile anuale. În cazul bărbaților cu vârsta peste 30 de ani și al femeilor peste 50 de ani, frecvența bolii este de 2%.
În Statele Unite, frecvența gutei în rândul bărbaților de origine afro-americană este identică cu cea a bărbaților de rasă caucaziană. Ratele de incidență sunt ridicate în rândul populațiilor din Insulele din Pacific și Māori din Noua Zeelandă, dar scăzute în rândul aborigenilor australieni, în ciuda prezenței unei concentrații medii mai ridicate de acid uric seric în cazul celui de-al doilea grup. Afecțiunea a devenit comună în China, Polinezia și mediile urbane din Africa Subsahariană. Unele studii au arătat că atacurile de gută sunt mai frecvente primăvara. Acest fapt se atribuie modificărilor sezoniere ale alimentației, consumului de alcool, activității fizice și temperaturii.

## Istoric

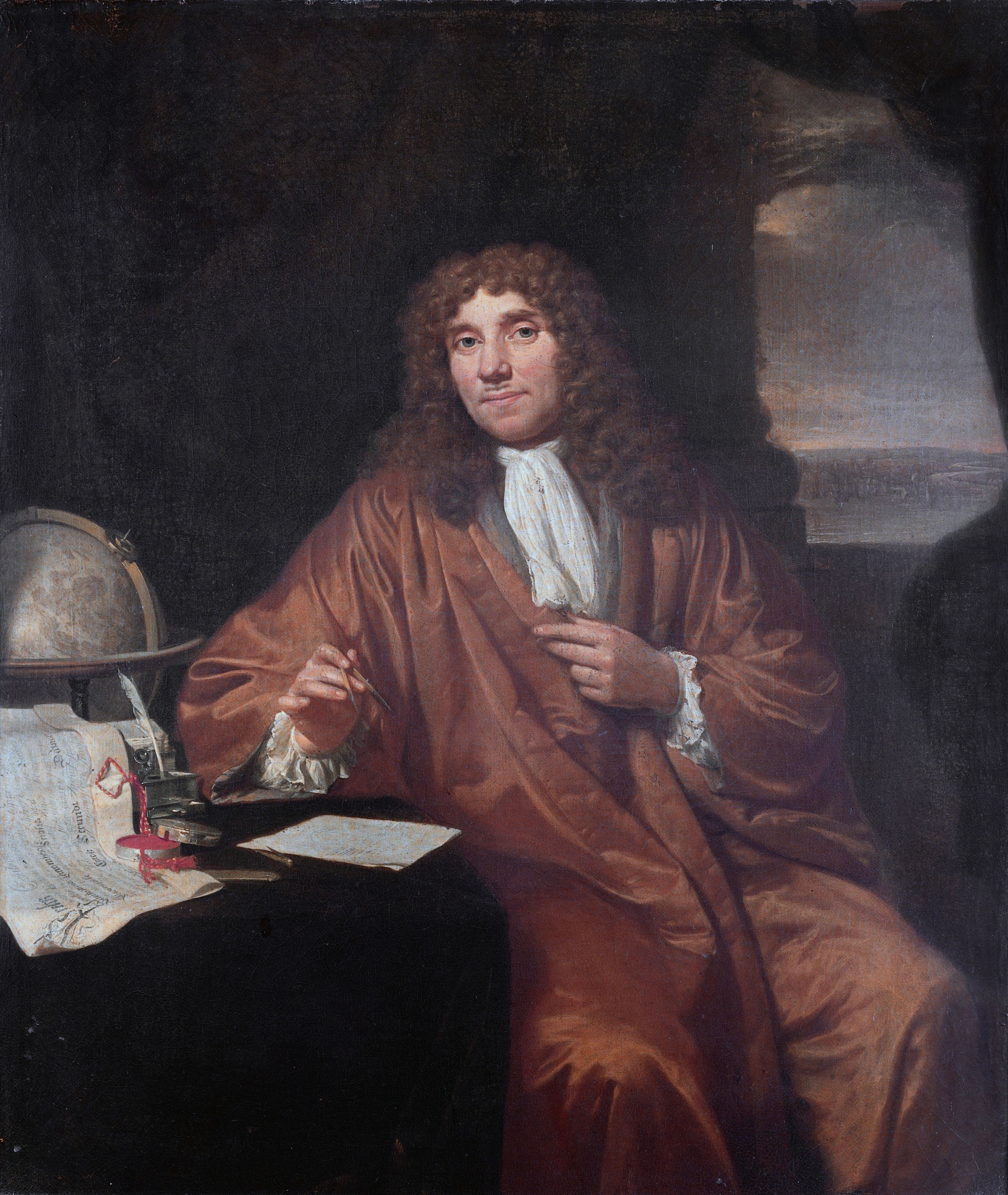
Antonie van Leeuwenhoek a descris aspectul microscopic al cristalelor de acid uric în anul 1679.

Termenul „gută” a fost folosit pentru prima oară de către călugărul Randolphus din Bocking în jurul anului 1200 e.n. și este derivat din cuvântul latin gutta, care înseamnă „strop” (de lichid). Potrivit dicționarului Oxford al limbii engleze, termenul este derivat din umorism și din noțiunea de „scurgere” a unei substanțe morbide din sânge în articulații și în jurul acestora.
Totuși, guta este o afecțiune cunoscută încă din antichitate. În istorie, a fost atestată ca „regina bolilor și boala regilor” sau „boala bogaților”.  Pentru prima oară a fost consemnată în Egipt în anul 2600 î.e.n. într-o descriere a artritei degetului mare al piciorului.  Medicul grec Hipocrat, în jurul anului 400 î.e.n., a comentat asupra bolii în lucrarea sa Aforisme, remarcând absența acesteia în cazul eunucilor și femeilor aflate în perioada premenopauzei. Aulus Cornelius Celsus (30 e.n.) a descris legătura dintre boală și consumul de alcool, instalarea târzie în cazul femeilor și afecțiunile renale aferente:
Din nou, consistența vâscoasă a urinei, al cărei sediment are culoarea albă, semnalează prezența bolii la nivelul articulațiilor sau al viscerelor... Problemele de la nivelul încheieturilor mâinilor și picioarelor sunt foarte frecvente și persistente, așa cum se produc în cazul podagrei și cheiralgiei. Acestea se manifestă rareori în cazul eunucilor sau al băieților înainte de începerea raporturilor sexuale, sau al femeilor, cu excepția celor care nu mai au menstruație… unele persoane au obținut o imunitate pe viață prin abstinența de la consumul de vin, mied și raporturi sexuale.
În anul 1683, medicul englez Thomas Sydenham a descris manifestarea bolii în primele ore ale dimineții și predilecția acesteia pentru bărbații mai în vârstă:
Pacienții cu gută sunt, în general, fie bărbați în vârstă, fie bărbați al căror stil de viață extravagant din perioada tinereții a determinat îmbătrânirea prematură – printre viciile cele mai răspândite numărându-se promiscuitatea prematură și alte pasiuni excesive. Victima nu prezintă niciun simptom seara, în momentul culcării. Noaptea, în jurul orei două, victima se trezește cu dureri severe în degetul mare al piciorului; în cazuri mai rare, durerea este resimțită în călcâi, gleznă sau căpută. Durerea este asemănătoare cu cea simțită în caz de scrântire, însă în unele zone, senzația este de apă rece, fiind urmată de frisoane și febră ușoară... Victima își petrece noaptea în chinuri, fără somn, mișcându-și neîncetat partea afectată și modificându-și în permanență poziția corpului; la rândul său, durerea de la nivelul articulației este neîncetată și se agravează pe măsură ce se apropie criza.
Cercetătorul olandez Antonie van Leeuwenhoek a descris pentru prima oară aspectul microscopic al cristalelor de urat în anul 1679. În 1848, medicul englez Alfred Baring Garrod și-a dat seama că excesul de acid uric din sânge reprezintă cauza gutei.

## În cazul altor animale
Guta este o boală rar întâlnită în cazul altor animale, datorită capacității acestora de a produce urat-oxidază, o enzimă care descompune acidul uric.  Oamenii și alți hominieni nu au această capacitate și, prin urmare, guta este o afecțiune comună.  Totuși, se consideră că specimenul Tyrannosaurus rex cunoscut sub numele de "Sue" a fost afectat de gută.

## Cercetare
În prezent, se efectuează cercetări asupra unei serii de noi medicamente pentru tratarea gutei, inclusiv anakinra, canakinumab și rilonacept.  Este disponibilă o enzimă recombinantă de tip urat-oxidază (rasburicază); totuși, utilizarea acesteia este limitată, deoarece declanșează o reacție autoimună.  Se lucrează la obținerea unor versiuni cu efect antigenic mai redus.